# Maud de Lancastre (morte en 1377)
Pour les articles homonymes, voir Maud de Lancastre.
Titre
Comtesse d'Ulster
16 novembre 1327 – 6 juin 1333
(5 ans, 6 mois et 21 jours)
Maud de Lancastre (vers 1310 – 5 mai 1377) est une femme de la noblesse anglaise.

## Biographie
Née aux alentours de 1310, Maud de Lancastre est le quatrième enfant d'Henri de Lancastre, 3e comte de Lancastre et de Leicester, et de son épouse Maud Chaworth. Son enfance demeure totalement inconnue, si ce n'est que sa mère meurt prématurément avant le 3 décembre 1322, et il est possible qu'elle ait été élevée seule auprès de son père jusqu'à son mariage. Après avoir obtenu une dispense papale le 1er mai 1327, Henri de Lancastre fait épouser avant le 16 novembre de la même année sa fille Maud au magnat irlandais Guillaume de Bourg, comte d'Ulster. Maud de Lancastre et son époux ont un seul enfant, une fille prénommée Élisabeth, née le 6 juillet 1332. En effet, un peu moins d'un an plus tard, le 6 juin 1333, Guillaume de Bourg est assassiné, précipitant la guerre civile de Bourg jusqu'en 1338.
Par la suite, Maud de Lancastre s'enfuit en précipitation en Angleterre avec sa fille, où elle est accueillie à la cour de son cousin Édouard III. En raison de l'occupation des possessions de son défunt mari — dont celles qui doivent lui revenir en douaire — par des insurgés, elle sollicite l'aide royale pour subvenir à ses besoins et obtient dès le début de la guerre de Cent Ans l'administration de plusieurs terres appartenant à des monastères français. En outre, en 1337, Maud persuade son cousin d'interdire au juge en chef d'Irlande de pardonner les assassins de son époux. Enfin, en 1339, elle parvient à obtenir la nomination de son homme de main Hubert de Bourg au poste de Lord grand trésorier d'Irlande. Ce dernier essaiera, avec un succès mitigé, de récupérer en son nom certaines possessions de son époux en Ulster qui doivent lui revenir à titre de douaire.
Remariée avant juin 1343 à Ralph d'Ufford, Maud de Lancastre l'accompagne le 8 août suivant lors d'une visite au pape Clément VI en Avignon. Nommé juge en chef d'Irlande, Ralph s'y établit avec son épouse en juillet 1344 et s'y rend impopulaire durant son mandat, bien qu'il tente d'y restaurer l'autorité anglaise. Il meurt prématurément le 9 avril 1346 et Maud est une nouvelle fois contrainte de quitter en hâte l'Irlande « après seulement un bref passage dans le rôle de reine sur l'île d'Irlande », d'après un chroniqueur irlandais. Elle fait inhumer son époux à l'abbaye augustine de Campsea Ashe, dans le Suffolk, et y fait elle-même son entrée comme chanoinesse entre le 8 août 1347 et le 25 avril 1348. En 1364, elle obtient l'autorisation papale pour devenir clarisse à l'abbaye de Bruisyard, toujours dans le Suffolk. Maud de Lancastre meurt le 5 mai 1377 à l'abbaye de Bruisyard, mais est inhumée à celle de Campsea Ashe où elle repose aux côtés de son second époux.

## Descendance
De son premier mariage avec le comte Guillaume de Bourg, Maud de Lancastre a un seul enfant :
- Élisabeth de Bourg (6 juillet 1332 – 10 décembre 1363), 4e comtesse d'Ulster, épouse Lionel d'Anvers, 1er duc de Lancastre.

De son second mariage avec Ralph d'Ufford, elle a un autre enfant :
- Maud d'Ufford (1345 ou 1346 – 25 janvier 1413), épouse Thomas de Vere, 8e comte d'Oxford.